# Arhopala gazella
Arhopala gazella är en fjärilsart som beskrevs av Hans Fruhstorfer 1914. Arhopala gazella ingår i släktet Arhopala och familjen juvelvingar. Inga underarter finns listade i Catalogue of Life.